# سليم حاج يحيى
سليم حاج يحيى (1967) طبيب وجراح قلب فلسطيني من مدينة الطيبة، وأستاذ متمرس في جامعة برستُل البريطانية، وعضو المجلس الصحي الفلسطيني الأعلى. شغل منصب عميد كلية الطب وعلوم الصحة في جامعة النجاح الوطنية وأيضًا منصب المدير التنفيذي لمستشفى النجاح الوطني الجامعي، وحالياً -بعد مغادرة جامعة النجاح ومستشفاها الجامعي- يشغل البروفيسور حاج يحيى منصب عميد كلية طب جامعة الخليل ويعمل على تأسيس مستشفًى جامعيٍّ حديثٍ فيها.

## نشأته وتعليمه
ولد سليم حاج يحيى في مدينة الطيبة في الأراضي الفلسطينية المحتلة عام 1948، وقد تلقّى تعليمه الأساسي والإعدادي في مدارسها، وفي مرحلته الثانوية، انتقل إلى مدرسة داخلية في مدينة الناصرة، ثم أكمل تَعليمه فدرس تخصص القانون متأثرًا بوالده حتى انتقل بعد عامين لدراسة الطب في جامعة تخنيون الإسرائيلية، وبعد تخرجه التحق ببرنامج الإقامة في مجال جراحة القلب والصدر في مستشفى شيبا تل هشومير؛ ليكون بذلك أصغر استشاري في جراحة القلب والصدر في إسرائيل. وفي عام 2002، التحق بجراح القلب العالمي البروفيسور سير مجدي يعقوب في مستشفيات برومبتون وهيرفيلد الملكية في لندن، وتمّ تعيينه كزميل بحوث في المعهد الوطني للقلب والرئة، ولاحقاً في قسم الهندسة الطبّية الحيوية في كلية لندن الإمبراطورية.

## حياته المهنية وإنجازاته

### إنجازاته في المملكة المتحدة
أدى الحاج يحيى دورًا مهمًا في مستشفيات برومبتون وهيرفيلد الملكية في تطوير برنامج قصور القلب، وبرنامج القلب الاصطناعي، وبرنامج زراعة الرئة، والتبرّع بالأعضاء، كما وعمل مع مجموعات بحثية بريطانية رائدة، مثل مجموعة البروفيسور مجدي يعقوب في المعهد الوطني للقلب والرئة في كلّية لندن الامبراطورية، والتي لعب فيها دوراً أسياسياً في تطبيق بحوث علمية تضمنت ابتكارات طبية خلاقة ذات أهمية علمية وجراحية.
وقد انخرط البروفيسور حاج يحيى في العمل البحثي منتجاً العشرات من المنشورات (أكثر من ٦٠ بحثاً كاملاً وعرضا مقتصرا وهذا فقط على موقع Research Gate)، كان لها التأثير في مجال تطوير الدورة الدموية الميكانيكية عالميا، والتي تمّ نشر معظمها في مجلّات علمية بارزة، وعمل على الإشراف وتنفيذ العديد من المشاريع البحثية في مجال قصور القلب والدعم الميكانيكي، بالإضافة إلى عمله كمستشار أعلى  لوزارة الصحّة البريطانية في تبرّع وزراعة الأعضاء. وقدّ تمّ في وقت لاحق منحه زمالة خاصة ومرموقة في الكلّية الملكية للجرّاحين في إنجلترا تمنح لمن قدموا مساهمة مهمة في تطوير مجال جراحة القلب وخدمة الإنسانية، وبعدها مُنح زمالة من الكلّية الملكية للأطبّاء والجرّاحين في غلاسكو تكريما لعمله في حقل دعم الدورة الدموية الميكانيكية وجراحة القلب الفاشل ومساهماته في تحسين مجال زراعة الأعضاء في بريطانيا.
بالإضافة لذلك، البروفيسور الحاج يحيى كان أول جراح قلب بالعالم يقوم بنقل قلب انسان نابض بدون ايقافه وتثليجه بالطريقة التقليدية، وكان أول جراح ببريطانيا ومن الأوائل بالعالم يقوم بنقل وبزراعة رئة بعد موت الدورة السريرية (وليس بعد الموت السريري التقليدي)، وأول جراح قلب يطور وينشر طرق جراحية مبتكرة لزراعة واقتلاع القلب الصناعي بدون شق الصدر بالكامل.
والحاج يحيى هو البروفيسور الوحيد بجراحة القلب باسكتلندا، وأول جراح قلب ببريطانيا يتم تعيينه كبروفيسور بجامعتين بريطانيتين (بجامعة غلاسكو باسكتلندا وبروفيسور بجامعة بريستل بانجلترا)، بآن واحد.
في عام 2010، وكجزء من الجهود التي بذلتها الحكومة الاستكتلندية، في سبيل التحضير لاستفتاء شعبي وتحسين نظام الرعاية الصحّية الاسكتلندية وتقليل الاعتمادية على النظام الإنجليزي، خاصّة فيما يتعلّق بإحالة المرضى إلى لندن، تمّ استقطاب البروفيسور حاج يحيى كرئيس لقسم زراعة القلب والمركز الوطني الإسكتلندي لعلاج فشل القلب، وذلك من أجل قيادة فريق جراحين لتأسيس وتطوير برنامج القلب الصناعي، وإحياء برنامج زراعة القلب، وتطوير برنامج زراعة الرئة، وأصبح بذلك واحداً من أصغر الاستشاريين الرياديين في برامج متقدّمة ضمن قطاع الخدمات الصّحية الوطنية في بريطانيا، حيث كان ذلك مرتكزاً على سمعته في مجال زراعة القلب والرئة. وبعد أن قام بروفسور حاج يحيى بتأسيس برنامج القلب الصناعي في اسكتلندا وبعد قيادته لإحدى الفرق من أجل إحياء برنامج زراعة القلب، قدّم مساهمة عالمية مهمة في تأسيس برامج قلب متقدّمة عدّة بالإضافة إلى تأسيس أقسام مختلفة لجراحة القلب الاصطناعي في مختلف أنحاء العالم، وأشرف على زراعة أول عمليات قلب صناعي بعدة دول كان آخرها فلسطين. كما وشارك البروفيسور حاج يحيى في تدريب عدد كبير من الاستشاريين من جميع انحاء العالم، من ضمنهم جرّاحون، وأخصّائيو قلب، وأخصّائيو تخدير وغيرهم، وذلك في كلّ من لندن وغلاسكو، وفي مراكز أخرى في مختلف أنحاء العالم لزراعة القلب.

### عودته إلى وطنه فلسطين
وبعدما قضى نصف عقد من الزمن كرئيس عن برنامج زراعة القلب، وبعد إجراء أوّل عملية زراعة قلب اصطناعي ناجحة في غلاسكو في اسكتلندا، وعملٍ لفترة كأستاذ في جامعة غلاسكو، قرّر الحاج يحيى العودة إلى فلسطين، لالتزامه الأخلاقي والوطني بالعمل على استغلال الفرصة لخلق تغيير في النظام الصحّي الفلسطيني. حيث فضل الحاج يحيى العودة إلى فلسطين لبناء جيل جديد من الأطباء مبني على الأخلاقيات الطبية والقيم الإنسانية؛ لذا عمل كمدير تنفيذي ومؤسس لمستشفى النجاح الجامعي التعليمي؛ أول مستشفى جامعي تعليمي بفلسطين، وكأستاذ في جراحة القلب والصدر، بالإضافة إلى عمله كمدير لجراحة وزراعة القلب وعميد لكلية الطب. وقد عُرض على بروفسور حاج يحيى بعد أن استقال من عمله في مستشفى اليوبيل الذهبي الوطني غلاسكو منصبٌ فخريٌ في المستشفى وجامعة غلاسكو، وشغل منصب استشاري فخري في مجال زراعة وجراحة القلب في مستشفى اليوبيل الذهبي.

### عملية زراعة قلب اصناعي نوعية في فلسطين
لقد لقيت عمليّة الحاج يحيى النوعية في زراعة قلب اصطناعي لفتى يبلغ من العمر 18 عاماً صدىً قويّاً وكان لها تأثيرٌ على الشعب الفلسطيني؛ حيث عزز ثقة الشعب بالنظام الصحّي، خاصّة وأنّ هذه العملية كانت الأولى من نوعها في فلسطين. وعند الأخذ بعين الاعتبار الظروف الصعبة التي تمرّ بها الأراضي المحتلّة والتي يواجهها نظام الرعاية الصحّية الفلسطينية، فإنّ مثل هذا الإنجاز يُعتبر مهمّة صعبة، وحدثاً رئيساً في تحسين نظام الرعاية الصحّية في فلسطين. وقد كان لعمل بروفسور حاج يحيى صدىً واسعٌ في المجتمع الوطني الفلسطيني وعلى النطاق العالمي، حيث تناول الإعلام الأوروبي والبريطاني والأمريكي هذا الإنجاز، ليصبح بروفسور حاج يحيى بذلك نموذجاً طبيا وطنياً.

### علاقته بطلابه
ومن الجدير ذكره أنّ بروفسور حاج يحيى يمتلك تأثيراً قوياً على طلبته (بفلسطين وبريطانيا) كونه يشرف بشكل شخصي على عملهم وتقدّمهم، وكونه ساهم في حصول طلبته المتفوّقين على عدد من الفرص التدريبية في مؤسسات ذات شهرة عالمية في كلّ من بريطانيا والولايات المتّحدة الأمريكية، هذا بالإضافة إلى إشرافه على عمل طلبة الماجستير والدكتوراة وما بعد الدكتوراة، فاتحاً أبواب التعاون والشراكة مع مؤسسات مهمّة بوجود مصالح مشتركة لتحسين المجال الطبّي وتطوير الإنتاج البحثي والعلمي.

### مناصبه في فلسطين وإدارته لمستشفى النجاح الجامعي
شغل سليم حاج يحيى منصب عميد كلية الطب وعلوم الصحة في جامعة النجاح الوطنية، بالإضافة لمنصب المدير التنفيذي لمستشفى النجاح الوطني الجامعي خلال الفترة الممتدة (2014-2019)، ويُعدّ زميل الكلية الملكية للجرّاحين البريطانيين وهو من الرواد عالميًا في مجال الجراحة المعقّدة للقلب، وزراعة القلب الاصطناعي والرئة.
عمل البروفيسور حاج يحيى على بناء العلاقات على المستوى العالمي، وعلى استقطاب ذوي الكفاءات، وتعزيز التعاون والشراكات من أجل تحسين البنية التحتية للمجال الطبّي في فلسطين. وكجزء من دوره القيادي كمدير تنفيذي لمستشفى النجاح الجامعي، فإنّ البروفيسور حاج يحيى مسؤول عن قيادة فريق كبير وعن ترأُس التسلسل الهرمي الإدراي في تطوير تعليم شامل في المستشفى الجامعي إلى جانب تطوير رعاية صحّية من المستوى الثالث، وذلك بوجود موازنة سنوية بقيمة 50 مليون دولار أمريكي. وقد ساهم دوره في جعل مستشفى النجاح الوطني الجامعي مؤسسة صحيّة فلسطينية رائدة في كلّ من مجال الرعاية الطبّية المتقدّمة في الرعاية الصحّية الشاملة والرعاية الصحيّة من المستوى الثالث، ومجال التعليم والبحث الطبّي. وتضمّن دوره استقطاباً على الصعيد الدولي لأعضاء الطواقم الطبّية، وتطويراً للبنى التحتية، بالإضافة إلى تطويره للنظام والقواعد والقوانين ووضع الاستراتيجيات وتعزيز العلاقات على المستوى الدولي. وبالرغم من ذلك، استمرّ بروفسور حاج يحيى بإجراء العمليات ليتمكّن بذلك من خلق مؤسّسة حديثة تُعنى بالقلب، ومسؤولة عن برنامج جراحة وزراعة القلب، ودعم الدورة الدموية الميكانيكية، وأمراض القلب المستعصية.

### أعماله الخيرية
ولا يُعتبر البروفيسور حاج يحيى جرّاحاً فحسب، وإنّما أيضاً يقوم باستخدام مناصبه في سبيل تشجيع العمل الخيري في مجال التعليم الطبّي المستمر وفي سبيل الترويج للقيم والأخلاقيات عند الأجيال القادمة من أطبّاء المستقبل والعاملين في المهن الصحية، خاصّة كمؤسّس ورئيس لمؤسسة قلب أطفال فلسطين منذ عام 2010. ويركّز عمل هذه المؤسسة الخيرية على استهلال ودعم تطوير الخدمات الفلسطينية المتخصّصة في تشخيص وإدارة أمراض القلب عند الأطفال تحديداً، وأمراض أخرى عند الأطفال بشكل عام. كما وعمل أيضاً على مدار 10 أعوام كعضو تنفيذي في مجلس أمناء مؤسسة القدس الخيرية في بريطانيا لدعم كليّات الطبّ في فلسطين، والتي تعمل على دعم تطوّر كلّيات الطبّ في القدس تحديداً وفي فلسطين عموماً. ويشعر بروفسور حاج يحيى بفخر كبير لما يقدّمه من أنشطة خيرية، خاصّة وأنّه تمكّن حتّى اللحظة من جمع ما يقارب 4 ملايين دولار أمريكي لأغراض خيرية.

### دوره كمؤثر
وقد أدلت نتائج استبيان أجرته أكثر مواقع العالم العربي شهرة مع نهاية عام 2016 بأنّ بروفسور سليم حاج يحيى يُعتبر أكثر شخصية فلسطينية وعلمية وغير سياسية، مؤثرة.
كما أسس عدّة أقسام لزراعة القلب والقلب الاصطناعي في أنحاء مختلفة من العالم من بينها المملكة المتحدة وتركيا واليونان وعدد من دول الخليج العربي.أضف إلى ذلك أنه سجل عددا كبيرا من عمليات زراعة القلب التي أهلته ليكون مدير وحدة دعم الدورة الدموية الميكانيكية وزراعة القلب الاصطناعي في واحدة من أهم مستشفيات القلب في بريطانيا.

## آخر محطاته مؤخرا – جامعة الخليل
أقال مجلس أمناء مستشفى النجاح الوطني الجامعي سليم حاج يحيى عن إدارة المستشفى؛ مما أحدث ضجّة إعلامية محلية. وعليه قرر البروفيسور سليم الحاج يحيى تأسيس صندوق لدعم الطالب الفقير ووضع فيه كافة مستحقاته المالية؛ وكانت قيمة التبرعات في الصندوق تتخطى المليون دولار طبقا لتصريحه. ولم يكن رحيله بسيطا بل ودعه طلابه وأهدوه الدروع تقديرا لجهوده.
ثم رسا مركب ترحله في فلسطين مرة أخرى وأتى إلى جامعة الخليل؛ ليكون عميدا لها بطلب من رئيس مجلس أمناء الجامعة الدكتور نبيل الجعبري، مكملا جهود العميد السابق البروفيسور غسان أبو حجلة، وآخذا على عاتقه بناء مستشفى جامعي بأحدث المواصفات العالمية.
وإلى جانب عمله عميدا لكلية الطب خادما بذلك أهله بالضفة الغربية المحتلة، قَبِل البروفيسور حاج يحيى عرضا من مستشفى المديكل سنتر ليخدم بعلمه أيضا أهله بالأراضي المحتلة.

## وصلات خارجية
- جراحة القلب والصدر
- مقابلة مع البروفسور سليم الحاج يحيى - تفاجأت بقرار فصلي من المستشفى.
- السيرة الذاتية - بالعربية.
- مجدي يعقوب